# Boscaler fluvial
El boscaler fluvial (Locustella fluviatilis) és un moixó de la família dels locustèl·lids (Locustellidae).
Nidifica a l'est i centre d'Europa, i al Paleàrtic occidental. És migratori, hivernant a l'Àfrica austral, des dels voltants del riu Zambezi al sud fins als voltants de Pretòria a Sud-àfrica.
S'ha observat als Països Catalans en contades ocasions.
El seu estat de conservació es considera de risc mínim.

## Morfologia
- Moixó amb una llargària d'uns 14 cm i una envergadura de 19 -22 cm.
- Cua llarga i arrodonida. Escàs dimorfisme sexual.
- Marró fosc per sobre. Blanquinós per les parts inferiors, amb motes poc marcades al pit.
- Les infracobertores caudals fan una mena de semicercles blanquinosos.

## Hàbitat i distribució
Habita sobre matolls de ribera i sotabosc, des del Bàltic sud, cap a l'est, a través del centre de Rússia fins a Sibèria Occidental, i des dels Balcans fins a Ucraïna. Passen l'hivern a l'Àfrica meridional.